# Лобода, Пётр Григорьевич (актёр)
Пётр Григорьевич Лобода (1907—1979) — советский российский актёр театра и кино. Народный артист СССР (1976).

## Биография
Пётр Лобода родился 5 (18) октября 1907 года в Нахичевани-на-Дону (ныне — часть Пролетарского района Ростова-на-Дону) в семье железнодорожника.
Работал слесарем на заводе «Красный Аксай».
С 1930 года играл в Театре рабочей молодёжи (ТРАМ) (был одним из его организаторов). В 1934 году окончил театральную студию в Ростове-на-Дону. 
В 1937—1938 и с 1950 года — актёр Ростовского театра драмы им. М. Горького.
С 1941 по 1943 годы — во фронтовом театре (Южный фронт). С 1943 по 1950 год — в Театре комедии (бывший ТРАМ, ныне — Ростовский молодёжный театр). 
Сыграл более 200 ролей.
Умер 15 сентября 1979 года в Ростове-на-Дону. Похоронен на Северном кладбище.

## Роли
- Прохор («Васса Железнова» М. Горького)
- Пантелей Мелехов («Тихий Дон» по М. Шолохову)
- Половцев, Щукарь («Поднятая целина» по М. Шолохову)
- князь Шуйский («Царь Фёдор Иоаннович» А. Толстого)
- Каравай («Таблетку под язык» А. Макаёнка)
- Расплюев («Свадьба Кречинского» А. Сухово-Кобылина)
- Швандя («Любовь Яровая» К. Тренева)
- Сиплый («Оптимистическая трагедия» В. Вишневского).
- профессор Ведель («Продолжение следует» А. Бруштейн)
- Костя-капитан («Аристократы» Н. Погодина)
- Чапаев («Чапаев» по Д. Фурманову)

## Фильмография
- 1967 — Цыган — Семён Поликарпович Черенков

## Награды и звания
- Заслуженный артист РСФСР (1956).
- Народный артист РСФСР (1969)
- Народный артист СССР (1976).